# Wolfgang Klank
Wolfgang Klank (Dessau, 31 luglio 1930 – 1998) è stato un calciatore tedesco orientale, dal 1990 tedesco, di ruolo portiere.